# Нікулін Володимир Федорович
Володи́мир Фе́дорович Ніку́лін (23 грудня 1931, м. Брянськ, Росія — 1 квітня 2021 м. Житомир, Україна) — громадський діяч та заслужений будівельник України. Почесний громадянин міста Житомир та ініціатор будівництва його знакових споруд. Депутат міської ради десяти скликань, член міськвиконкому упродовж 12 років. Ліквідатор аварії на ЧАЕС 1го ступеня. Дійсний член (академік) Інженерної академії України.

## Біографія
Народився 23 грудня 1931 року в м. Брянськ, Росія. В 1950 року закінчив навчання в Кокінському сільхозтехнікумі на відділені будівництва. 1951—1957 рр. — працював на будівництві Каховської ГЕС та заочно навчався в Одеському гідротехнічному інституті.
Після захисту диплома інженера в 1957 р., за направленням інституту, переїхав до м. Житомир та почав працювати на посаді головного інженеру будівельного управління № 5 Облбудтресту.  У 1958 році був переведений на роботу головним інженером заводу «Буддеталь і напівфабрикатів» облбудтресту. За час його роботи завод вдвічі наростив випуск продукції, що дозволило збільшити обсяг будівництва в місті в 1,5 раза. Працював інструктором з будівництва та промбудматеріалів області.
З січня 1962 р. працював начальником УКБ облвиконкому, яке виконувало функції замовника з будівництва об'єктів  житла, соцкультпобиту та комунального господарства в області та займалося пооб'єктним формуванням планів будівництва, підготовкою проектно-кошторисної документації, фінансуванням і контролем за ходом будівництва. У 1975—1978 рр. працював керуючим обласним будівельно-монтажним трестом «Житомиржитлобуд».
У грудні 1978 р. Нікулін В. Ф. був обраний першим заступником голови міськвиконкому. Вів будівництво, архітектуру, транспорт, зв'язок, житлово-комунальне господарство, розподіл житла. Організатор проєктування, фінансування та будівництва комплексу водогінних споруд, мостів через р. Кам'янка.
На початку травня 1986 р. керував роботою зведеного мобільного загону цивільної оборони області з ліквідації наслідків аварії на ЧАЕС у 30-ти км зоні. Відповідальний за роботу будівельних організацій та підприємств м. Житомира з будівництва житлових будинків та підприємств соцкультпобуту для відселення мешканців забруднених радіацією сіл.
З 1991 р. — засновник та голова ТОВ «Замкове» та ТОВ «Житомирський Моноліт».

### Знакові Споруди
Нікулін В. Ф. ініціював створення більшості знакових споруд м. Житомир. Організував проектування, фінансування та будівництво обласної бібліотеки, літнього театру та підвісного пішохідного мосту в парку імені Юрія Гагаріна (зараз Шодуарівский парк), Чуднівського і Подільського мостів через р. Кам'янка, був начальником штабу будівництва музично-драматичного театру. За його ініціативою в процесі будівництва перепроектували та побудували театр з залом на 950 місць, замість дозволеного Радою Міністрів СРСР на 600 місць, тощо. Крім планових, за ці роки він був ініціатором і організатором проектування, фінансування і будівництва багатьох позапланових об'єктів.  Це — адмінбудівля облвиконкому, навчальний корпус технікуму МОД, діагностичний центр та фармацевтичний коледж, будівля обласної друкарні тощо.
Без виділення цільових коштів, без розробленої та затвердженої технічної документації організував силами підприємств і організацій міста на громадських засадах будівництво Гідропарку, розташованого на лівому березі р. Тетерів.
Ініціатор і організатор позапланового будівництва без цільового фінансування будівлі філії КПІ. Тепер Державний університет «Житомирська політехніка» та першого в Україні автоматизованого бетонного заводу на вулиці Заводській.
Нікулін В. Ф. був ініціатором проведення свята на честь 1100-річчя від дня заснування міста Житомира. 14 років на громадських засадах очолював міську організацію Українського товариства з охорони природи.
Ініціатор, натхненник та безпосередній учасник будівництва музею Космонавтики імені С. П. Корольова. За його сприяння та участі музей отримав більшість унікальних музейних космічних експонатів, які і сьогодні становлять головну експозицію музею.

## Нагороди
Нікулін В. Ф. за 70 років трудової діяльності отримав 27 почесних грамот, 12 дипломів та подяку Кабінету Міністрів України.
Відзначений Орденом Лицаря Вітчизни.
Заслужений будівельник України.
Відзнака Житомирської міської Ради «За заслуги» ІІІ ступеню.
За активну участь у підготовці міста для естафети Олімпійського вогню XXII Олімпіади та благоустрою м. Житомир нагороджений почесною грамотою, дипломом і медаллю Олімпійського Комітету.
У 70-ті роки XX сторіччя  Нікулін В. Ф. зупинив знищення пам'ятки архітектури Хресто-Воздвиженського храму у м. Житомир, за що був нагороджений відзнакою президента України —
Орденом Української Православної Церкви Святого благовірного князя Київського Ярослава Мудрого у 2020 р.

## Сімейний стан
Дружина — Нікуліна Бела Серапіонівна (1932 р.н), доньки Ольга Набатчикова та Галина Нікуліна.

## Літературна діяльність
Свою трудову діяльність Володимир Нікулін виклав у книгах присвячених будівництву споруд у м. Житомир.
- «МУЗЕЙ КОСМОНАВТИКИ ІМ. С. П. КОРОЛЬОВА В М. ЖИТОМИРІ». ІСТОРІЇ СТВОРЕННЯ. ВТРАЧЕНІ МОЖЛИВОСТІ. (російською мовою). Серія книг видавництва «Волинь» «Я розповім вам…»: Спогади житомирян про себе і своє місто. Кн. 9, 2010 р. ПП "Видавництво «Волинь»
- «НЕЗВИЧАЙНА БУДОВА. БУДІВЛЯ МУЗДРАМТЕАТРУ В ЖИТОМИРІ» (Історія спорудження). (російською мовою). Серія книг видавництва «Волинь» «Я розповім вам…»: Спогади житомирян про себе і своє місто. Кн. 11, 2014 р. ПП "Видавництво «Волинь»
- «ЯК ЦЕ БУЛО». (Невигадані історії). (російською та українською мовами). Серія книг видавництва «Волинь» «Я розповім вам…»: Спогади житомирян про себе і своє місто. Кн. 12, 2016 р. ПП "Видавництво «Волинь»
- «Саботаж, або Історії зради інтересів музею космонавтики ім. С. П. Корольова в м. Житомирі» (документальна повість) (російською та українськими мовами). Серія книг видавництва «Волинь» «Я розповім вам…»: Спогади житомирян про себе і своє місто. Кн. 13, 2018 р.